# Takemitsu Toru
Takemitsu Toru (1930-1996) là một nhà soạn nhạc người Nhật Bản.

## Cuộc đời và sự nghiệp
Takemitsu Toru tự học là chủ yếu, trừ các năm 1948-1950 học tại Kiyose.

## Phong cách sáng tác
Takemitsu Toru sử dụng những thủ pháp tiền phong (avant-garde) và phần lớn qua băng ghi âm.

## Tác phẩm
Takemitsu Toru đã sáng tác:
- Các tác phẩm cho dàn nhạc giao hưởng, trong đó có[2]:

- Máu xanh lá cây (1967)
- Thời gian mơ mộng (1981)
- Hoài cổ (tưởng niệm Andrey Tarkovsky, 1987)
- Đường đời của tôi (tưởng nhớ Michael Vyner, 1990)

- Các tác phẩm nhạc thính phòng, nhạc điện tử
- Các tác phẩm dành cho piano

## Danh mục tác phẩm
| - Requiem for String Orchestra (1957) - Music of Tree (1961) - The Dorian Horizon (1966) - Green (1967) - Winter (1971) - A Flock Descends into the Pentagonal Garden (1977) - A Way A Lone II for string orchestra (version of A Way a Lone for string quartet) - Dreamtime (1981) - Rain Coming for chamber orchestra (1982) - Dream/Window (1985) - Twill by Twilight—In Memory of Morton Feldman (1988) - Tree Line for chamber orchestra (1988) - Visions (1990) I Mystère II Les yeux clos - How slow the Wind (1991) - Archipelago S. for 21 players (1993) - Scene: for cello and string orchestra (1958) - Arc Part I for piano and orchestra (1963–1966/1976) I Pile (1963) II Solitude (1966) III Your love and the crossing (1963) - Arc Part II for piano and orchestra (1964–1966/1976) I Textures (1964) II Reflection (1966) III Coda... Shall begin from the end (1966) - November Steps for biwa, shakuhachi and orchestra (1967) - Asterism for piano and orchestra (1967) - Eucalypts I for flute, oboe, harp and string orchestra (1970) - Autumn for biwa, shakuhachi and orchestra (1973) - Quatrain for clarinet, violin, cello, piano and orchestra (1975) - Far calls. Coming, far! for violin and orchestra (1980) - Toward the Sea II for alto flute, harp and string orchestra (version of Toward the Sea for alto flute and guitar (1981)) - To the Edge of Dream for guitar and orchestra (1983) - Orion and Pleiades for cello and orchestra (1984) - riverrun for piano and orchestra (1984) - I Hear the Water Dreaming for flute and orchestra (1987) - Nostalghia—In Memory of Andrei Tarkovsky for violin and string orchestra (1987) - A String Around Autumn for viola and orchestra (1989) - From Me Flows What You Call Time for five percussionists and orchestra (1990) - Fantasma/Cantos for clarinet and orchestra (1991), winner of the Grawemeyer Award for Music Composition. - Quotation of Dream for two pianos and orchestra (1991) - Fantasma/Cantos II for trombone and orchestra (1994) - Static Relief, magnetic tape (1955) - Vocalism A・I, magnetic tape (1956) - Water Music (1960) - Kaidan (1964) - Le Son Calligraphé I–III for four violins, two violas and two cellos (1958–1960) - Ring for flute, terz guitar and lute (1961) - Corona II for string(s) graphic work in collaboration with Kōhei Sugiura (1962) - Arc for Strings graphic work (1963) - Valeria for violin, cello, guitar, electric organ and two piccolos (1965) - Eucalypts II for flute, oboe and harp (1971) - In an Autumn Garden for gagaku orchestra (1973/1979) - Garden Rain for brass ensemble (1974) - Waves for clarinet, horn, two trombones and bass drum (1976) - Quatrain II for clarinet, violin, cello and piano (1977) - A Way a Lone for string quartet (1981) - Rocking Mirror Daybreak for Violin Duo (1983) - Signals from Heaven—two antiphonal fanfares for two brass groups (1987) I Day Signal II Night Signal - And then I knew 'twas Wind for flute, viola and harp (1992) | - Romance (1949) - Lento in Due Movimenti (1950, unpublished/original lost—rewritten as Litany, 1989) - Piano Distance (1961) - Corona for pianist(s) graphic score (in collaboration with Kōhei Sugiura, 1962) - Crossing graphic score (in collaboration with Kōhei Sugiura, 1962) - For Away (1973) - Les yeux clos (1979) - Rain Tree Sketch (1982) - Litany—In Memory of Michael Vyner recomposition of Lento in Due Movimenti (1950/1989) - Rain Tree Sketch II—In Memoriam Olivier Messiaen (1992) - Folios (1974) - 12 Songs for Guitar (1974, 1977) - The Last Waltz (1983) - A Boy Named HIROSHIMA (1987) - All in Twilight – Four pieces for guitar - written for Julian Bream (1987) - Bad Boy (1961, 1992) - A Pieces for guitar – For the 60th birthday of Sylvano Bussotti - (1991) - Equinox (1993) - In the Woods – Three pieces for guitar - (1995) - Pitfall (Otoshiana), dir. Hiroshi Teshigahara (1962) - Harakiri, dir. Masaki Kobayashi (1962) - Woman in the Dunes, dir. Hiroshi Teshigahara (1964) - Kaidan, dir. Masaki Kobayashi (1964) - Assassination, dir. Masahiro Shinoda (1964) - The Face of Another, dir. Hiroshi Teshigahara (1966) - Samurai Rebellion, dir. Masaki Kobayashi (1967) - Double Suicide, dir. Masahiro Shinoda (1969) - Dodesukaden, dir. Akira Kurosawa (1970) - Empire of Passion, dir. Nagisa Oshima (1978) - Ran, dir. Akira Kurosawa (1985) - Black Rain, dir. Shohei Imamura (1989) - Rising Sun, dir. Philip Kaufman (1993) - Masque, for two flutes (1959, 1960) - Eclipse, for biwa and shakuhachi (1966) - Voice, (1971) - Itinerant—In Memory of Isamu Noguchi, (1989) - Paths, for solo trumpet (1994) - Air (1995, last published work) |